# Демократическая партия сербов в Македонии
Демократическая партия сербов в Македонии (макед. Демократска партија на Србите во Македонија, серб. Демократска партија Срба у Македонији, ДПСМ) — парламентская политическая партия в Северной Македонии.
Партия представляет сербское меньшинство в Северной Македонии.
Партия была основана 16 марта 1992 года, а с 2001 года действует под руководством нового председателя партии Ивана Стойлковича, бизнесмена из Куманово и депутата.